# Great Offley
Great Offley – wieś w Anglii, w Hertfordshire. W 2015 miejscowość liczyła 761 mieszkańców. Great Offley jest wspomniana w Domesday Book (1086) jako Offelei.